# Michèle Ohayon
Michèle Ohayon (hebräisch מישל אוחיון; * 1960 in Casablanca) ist eine israelische Filmregisseurin, Filmproduzentin und Drehbuchautorin, die seit 1987 in den Vereinigten Staaten lebt.

## Leben
Michèle Ohayon wurde in Marokko geboren und emigrierte im Alter von sechs Jahren nach Israel, wo sie ihre weitere Kindheit und Jugend verbrachte. Ihr Interesse am Film wurde geweckt, als sie ein Praktikum bei einem Redakteur des israelischen Fernsehens absolvierte. Nach Ableisten des Wehrdienstes studierte sie an der Universität Tel Aviv und erlangte einen Abschluss im Fach Film und Fernsehen. Für den während ihres Studiums entstandenen Kurzfilm Lahatz (Alternativtitel Pressure) wurde sie 1984 mit dem Israelischen Filmpreis ausgezeichnet. Der in hebräischer Sprache gedrehte Film, in dem unter anderem Orly Silbersatz und Nissim Zohar mitspielen, handelt von der Liebesbeziehung zwischen einer israelischen Studentin und einem Palästinenser, der vom israelischen Geheimdienst verhaftet wird.
Über Amos Gitai kam Ohayon in Kontakt mit einem niederländischen Fotografenteam, das nach Personen mit guten Palästinenserkontakten suchte und lernte dabei ihren zukünftigen Ehemann, den Kameramann Theo van de Sande kennen. Sie lebte drei Jahre in Amsterdam, bevor sie 1987 nach Los Angeles zog. Dort führte sie bei einer Reihe von Dokumentarfilmen Regie, wobei mehrfach Theo van de Sande hinter der Kamera stand. 
In den USA entstand zunächst Ohayons Dokumentation It Was a Wonderful Life (1992), in der sie die Situation von amerikanischen Frauen beleuchtet, die früher der oberen Mittelschicht angehörten, nach finanziellen Verlusten aber in ihren Autos leben und zu „versteckten Obdachlosen“ werden. Der abendfüllende Film, an dem Jodie Foster als Sprecherin mitwirkte und zu dem Melissa Etheridge die Musik beisteuerte, lief auf PBS und Oxygen.
Erfolg hatte Ohayon insbesondere mit ihrem Dokumentarfilm Colors Straight Up (1997) über ein Projekt, bei dem amerikanische Schüler Schauspielunterricht erhalten und ein Musical entwickeln, um ihnen eine Alternative zu Gangs und Drogen aufzuzeigen. Die Fertigstellung des Films dauerte vier Jahre, unter anderem bedingt durch Finanzierungsprobleme. Colors Straight Up brachten Ohayon und der Co-Produzentin Julia Schachter eine Nominierung für den Oscar in der Kategorie „Bester Dokumentarfilm“ bei der Oscarverleihung 1998 ein. Bei den Golden Gate Awards des San Francisco International Film Festivals 1997 wurde der Film mit einem „Golden Spire“ im Bereich Kunst ausgezeichnet.
Ein weiterer von Ohayons Dokumentarfilmen, Cowboy del Amor (2005), porträtiert mit Humor und Anklängen von Kritik einen Heiratsvermittler, der mexikanische Frauen für US-amerikanische Männer sucht. Der Film wurde beim SXSW Film Festival und San Antonio CineFestival ausgezeichnet und erhielt eine Nominierung bei den WGA Awards.
Das Thema Holocaust griff Ohayon in ihrem Dokumentarfilm Steal a Pencil for Me auf. Er handelt von der Liebesbeziehung zwischen den niederländischen Juden Ina Soep und Jack Polak, die sich während ihrer Internierung in den Konzentrationslagern Westerbork und Bergen-Belsen heimlich Liebesbriefe schreiben, später befreit werden und eine Familie gründen. Die von dem Paar im Jahr 2000 als Buch veröffentlichten Briefe dienten Ohayon als Inspiration für ihre Dokumentation. Während sie ihre vorherigen Filme durchgängig im Cinéma-Vérité-Stil drehte und das laufende Geschehen direkt aufnahm, verarbeitete sie bei Steal a Pencil for Me zusätzlich Archivmaterial und aus den Liebesbriefen nachgestellte Sequenzen. Finanziell wurde die Filmproduktion unter anderem von dem ehemaligen Netflix-Tochterunternehmen Red Envelope Entertainment unterstützt, mit dem Ohayon zuvor schon zusammengearbeitet hatte. Steal a Pencil for Me lief als Gastbeitrag auf der Berlinale 2008 in der Rubrik „Berlinale Special“ und wurde 2009 im Rahmen der PBS-Fernsehreihe Independent Lens ausgestrahlt.
Auf der Berlinale 2010 hatte Ohayons Dokumentarfilm S.O.S/State of Security seine Premiere, in dessen Mittelpunkt der Sicherheitsberater Richard Clarke steht. Der Film lief unter anderem auch auf dem Jerusalem Film Festival und im Museum of Modern Art.
Ohayon produzierte einige Filme (Steal a Pencil for Me, S.O.S/State of Security, Focus Forward/Solar Roadways) mit ihrem eigenen Unternehmen Diamond Lane Films. 2011 stieg sie als Präsidentin der Filmproduktion in Jeanette Buerlings Unternehmen Magnet Media Group ein. Die beiden Produzentinnen planten unter anderem die Finanzierung eines Science-Fiction-Actionfilms unter der Regie von Joe Dante, das Projekt mit dem Arbeitstitel O2 wurde jedoch nicht realisiert. 2014 gehörte Ohayon zu den Gründern des Beratungs- und Produktionsunternehmens Kavana Entertainment Inc. mit Sitz in Los Angeles, das sie als CEO leitet. Im Rahmen von Kavana Entertainment produzierte sie unter anderem Melinda Jankos Dokumentarfilm 100 Years: One Woman's Fight for Justice über Elouise P. Cobell (2016). Für Netflix war sie als Regisseurin und Produzentin der Dokumentation Die heilende Kraft des Entblößens (2021) tätig, der die Teilnehmerinnen eines Poledance-Kurses begleitet.
Neben Dokumentar- und Spielfilmen realisiert Ohayon auch Werbefilme, Musikvideos und TV-Beiträge. Sie schrieb zudem die Skripte für einige ihrer Dokumentarfilme sowie Spielfilm-Drehbücher, die von Studios wie Metro-Goldwyn-Mayer, Focus Features und Starz weiterentwickelt wurden.

## Filmografie
- 1980: Lo naim (Kurzfilm)
- 1981: Territories (Kurzfilm)
- 1984: Lahatz (Kurzfilm)
- 1990: Salamander (Kurzfilm)
- 1992: It Was a Wonderful Life
- 1996–1997: Night Affairs (Fernsehserie, 2 Folgen)
- 1997: Colors Straight Up
- 1997: Robin Hood (Fernsehserie, 1 Folge)
- 2005: Cowboy del Amor
- 2007: Steal a Pencil for Me
- 2010: S.O.S/State of Security
- 2012: Focus Forward/Solar Roadways (Kurzfilm)
- 2013: Angelina Jolie Tribute: Governor Awards
- 2014: East Jerusalem/West Jerusalem
- 2014: A.M.P.A.S. Tribute Film: Jean Claude Carriere
- 2016: Cristina (Kurzfilm)
- 2016: 100 Years
- 2016: Power
- 2017: CNN's Believer (Fernsehserie)
- 2019: I Am Human
- 2021: Die heilende Kraft des Entblößens (Strip Down, Rise Up)
- 2024: The Unbreakable Tatiana Suarez